# Aborto De Napolitana
Aborto De Napolitana va ser un col·lectiu artístic de caràcter satíric vinculat a la música Rock i Metal, format el 1996 a Reus (Tarragona) i actiu fins al 2013.

## Història
La idea del projecte s'origina per partir dels músics experimentals Toniu Ruiz (Valls, 1975) i Quim Torres (Reus, 1976) el juliol de 1996, en mig de la celebració de la primera edició del Doctor Music Festival, a Escalarre. Concretament va ser durant l'actuació de Manolo Kabezabolo, un destacat concert on aquest va presentar el seu primer LP i on hi van col·laborar diversos músics i amics, entre ells Ruiz i Torres que pujaren per interpretar l'èxit titulat "El Aborto de la Gallina", a l'inici de la qual van llegir un manifest en contra de la degradació dels productes alimentaris i la pèrdua de l'artesania per culpa de la capitalització i industrialització massiva, fent servir una napolitana de xocolata com a exemple.
Aquell mateix estiu, al tornar al camp de Tarragona, Torres i Ruiz van decidir continuar treballant sobre el concepte del capitalisme a través de la napolitana com a símbol, realitzant cançons amb lletres satíriques, primer versions de grups del moment i després creant les seves pròpies composicions i performances, amb l'ajuda dels músics Jaume Mulé i Ferran Piqueras i l'artista visual Xavier Valverde. Aquest grup d'amics, que el següent any, al finalitzar els seus estudis a l'Escola Taller d'Art de Reus, ja estava constituït com a col·lectiu sota el nom d'Aborto De Napolitana, va començar a realitzar les seves actuacions en el territori del camp de Tarragona, a la pròpia escola d'art i també al Centre de Lectura de Reus i al Teatre Metropol de Tarragona.
Durant els anys següents, el col·lectiu va realitzar nombroses actuacions i va grabar dos EP's en format flexidisc de tirada molt curta, perquè eren distribuïts per ells mateixos. El primer va ser enregistrat el 1997 i es titulà amb el nom del propi col·lectiu, contenia la cançó "Aborto de Napolitana" a la cara A i "Putu Metge" a la B. El segon es titulà "ADN Attack!", amb la cançó del mateix títol a la cara A i la versió d'Slayer "Raining Macarrons" a la B. Aquest últim treball, enregistrat el 1998 els va portar a ser coneguts a Barcelona, actuant a diverses galeries d'art i finalment, el març de 1999, al Museu d'Art Contemporani de Barcelona, en la clausura de l'exposició "Art i Societat: Els últims cinquanta anys (1949-1999)".
La modesta fama va venir acompanyada per pica-baralles entre els integrants del col·lectiu, motivades principalment pel fet de dirigir els seus missatges en català o canviar al castellà per obrir-se a la resta del país. Malhauradament, en la seva darrera entrada a l'estudi de gravació, el novembre de 1999, Mulé i Piqueras van decidir abandonar el col·lectiu i, amb ells, també van marxar la creativitat i les ganes de continuar, cessant així tota la seva activitat.
Deu anys després, el 2009 van decidir resoldre les seves diferències i tornar a engegar el projecte com a grup musical, amb motiu de la seva reunió oficial, el 31 de juliol d'aquell mateix any al festival Castellfest, celebrat a Castellvell del Camp, que va gaudir d'una gran afluència en la seva primera edició gràcies a aquesta reunió. Durant els tres anys següents actuaríen en 12 ocasions diferents entre les províncies de Tarragona i Barcelona i, inclòs van gravar digitalitzar el seu primer EP i van gravar un videoclip per la cançó "Aborto de Napolitana", en la que hi actuarien amics seus. No obstant, les ganes de crear no eren les mateixes, i van decidir despedir-se finalment dels escenaris el 2 d'octubre de 2013, tot i que la seva darrera aparició pública va ser el 2016 amb motiu de la inclusió dels seus dos EP's a l'exposició "Punk. Els seus rastres en l'art contemporani" del Museu d'Art Contemporani de Barcelona.

## Estil i influències
Apasionats per la música urbana del moment, l'estil musical al que es trobaren més propers foren el Rock, el Heavy Metal i el Punk Rock, sent les seves màximes influències en aquest aspecte grups com Slayer, Nuclear Assault, Estirpe Imperial o Megadeth, tot i que també i incloïren sovint aspectes relacionats amb la psicodèlia i la música drone experimental. En l'aspecte més artístic, però, s'influenciaren notablement pels inicis de La Fura dels Baus i Marcel·lí Antúnez, pel que fa a les seves accions provocatives i catàrsiques, així com també reivindicaren una devoció pel grup Fluxus, com a referents de la coalició entre performance i música.
Si bé les lletres eren satíriques i carregades d'humor, guardaven un missatge profundament crític, que utilitzava l'humor per enfrontar-se a una societat cada vegada més automatitzada i desproveïda de gustos propis. Les metàfores recurrents al menjar industrial es podríen identificar com el seu leit motiv, tot i que de vegades també ironitzaven amb la creació de mons totalment feliços i artificials, com és el cas de la cançó "El Valle de los Unicornios Felices" que, tot i que va ser enregistrada el 1999 no es va arribar a publicar mai per la separació del col·lectiu.